# 李时珍
李時珍（1518年7月3日—1593年），字東璧，晚號瀕湖山人，湖廣蘄州（今湖北省黄冈市蕲春县蕲州镇）人，籍貫福建上杭，明朝及中国历史上最著名的醫學家、藥學家和博物学家之一，其所著的《本草纲目》是本草學集大成的著作，对后世医学和博物学研究影响深远。李时珍与扁鹊、华佗和张仲景并称中国古代四大名医。

## 家世
祖父李曉山是鈴醫（搖串鈴行醫的走方郎中）；父親李言聞，字子郁，號月池，也是當地名醫。
由于家庭熏陶，李时珍从小就喜爱醫學。由於當時医者的社會地位不高，所以身為醫生的父亲李言聞希望他读书应考科舉以光宗耀祖，並不鼓勵他習醫。

## 生平

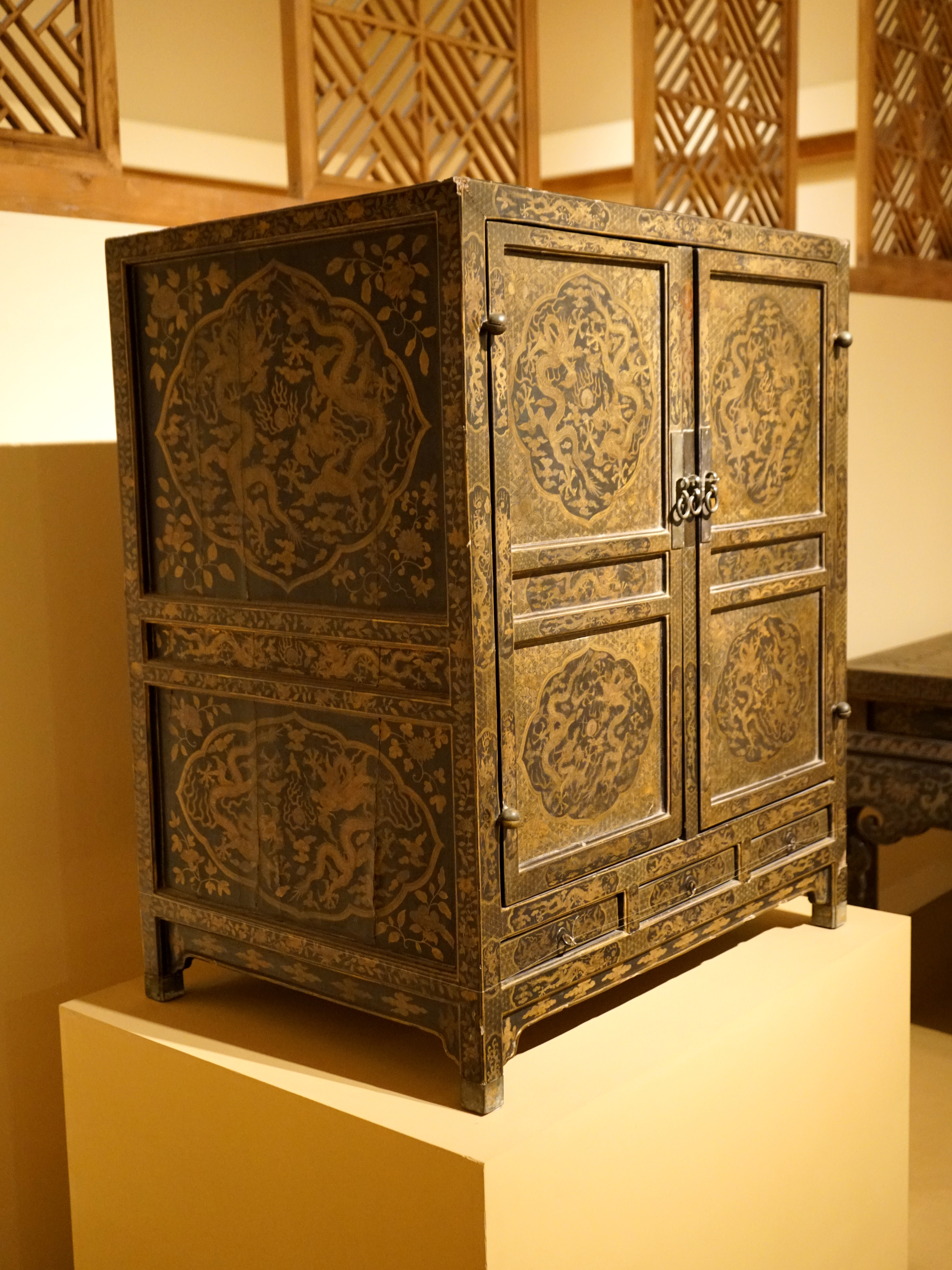
黑漆描金龙纹方角药柜，明万历，太医院专用。李时珍曾于嘉靖年间在太医院任职，出入御药库，见识了各种药材，为他写《本草纲目》积累了知识。

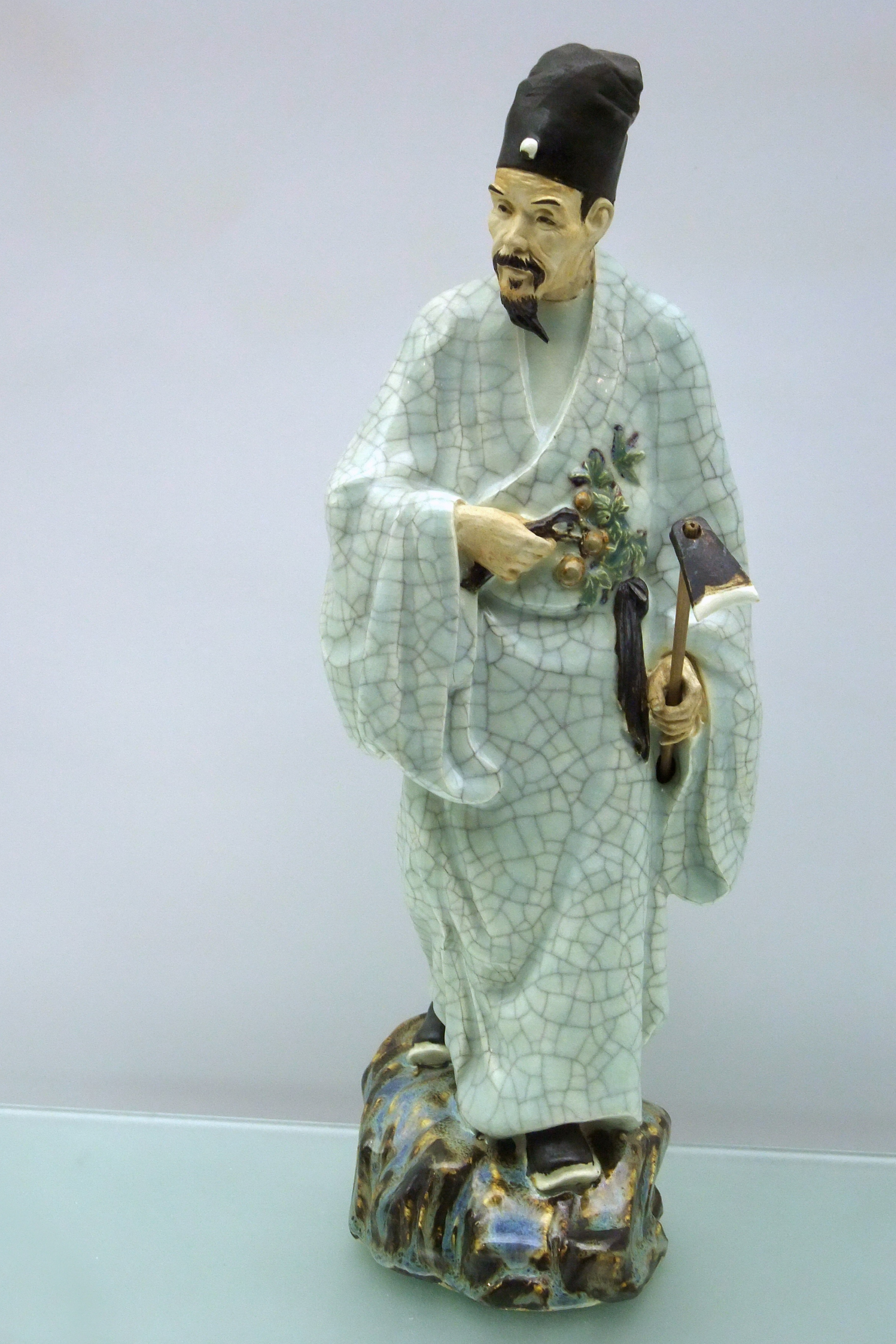
李時珍塑像（香港館展品）

纪念邮票：李时珍像

李时珍生于1518年7月3日（明武宗正德十三年五月二十六日），逝于1593年（神宗万历二十一年）。
14歲時考取秀才，但之後三次參加鄉试失敗，無法成為舉人，兼之他對医学的濃厚興趣一直有增无減，向父亲求说并表明决心：“身如逆流船，心比铁石坚。望父全儿志，至死不怕难”。至此棄儒從醫专心研究医药。
30岁时成为当地名医，38岁时，武昌的楚王朱英㷿听说后召他去任王府，聘他为“奉祠正”，掌管良医所事务。
1556年，经举荐补太医院之阙，李时珍在京师供职了一年後辞官。
1557年，辞官回家后，他在雨湖北岸构筑新居，题名“红花园”，并在此行医。此后一直研究医药，历经30余年时间，終於著成《本草纲目》，後來又用12年修訂三次。
明万历二十一年（1593年），李时珍離世，葬于今湖北省蕲春县蕲州镇东南2公里的雨湖之滨（参看李时珍墓）。

## 著《本草纲目》

### 起因
在他行医救人時，他發現古代的本草書籍，「品數既煩，名稱多雜。或一物析為二三，或二物混為一品」（《明外史本傳》）。特別是許多毒性藥品，竟被認為可以「久服延年」，遺禍無窮。李时珍多次上書朝廷要求重整醫書資料，可惜並無回音，於是他便利用在良医所和太医院阅读大量医籍和坚实的文史基础，整理历代的药物学著作。

### 过程
在編寫《本草綱目》的過程中，藥名混雜最使李時珍頭痛，使他往往弄不清藥物形狀和生長狀況。過去的本草書，雖反覆解釋，但由於大部分作者沒有深入調查，而是在書本上抄來抄去作「紙上猜度」，所以越解釋越糊塗，而且矛盾倍出，使人莫衷一是。
於是李時珍在徒弟龐憲、兒子李建元伴隨下，遠涉深山曠野，觀察和收集藥物標本。除了不辭勞苦到各地采药及以自身試藥外，他还遍訪名醫宿儒，并到處訪問漁夫、農夫等平民以搜集民间验方。他首先在家鄉蘄州一帶採訪。
後來，他多次出外採訪。除了湖廣外，還到過江西、江蘇、安徽等很多地方。均州的太和山（武当山）也到過。盛產藥材的江西廬山和南京的攝山、茅山、牛首山，估計也有他的足跡。
後人趙學敏在《本草綱目拾遺》為此寫了「遠窮僻壤之產，險探仙麓之華」的詩句，反映他遠途跋涉，四方採訪的生活。

### 刊行
1596年，也就是李时珍死后第三年，《本草纲目》在南京正式刊行。

## 其他著作
《奇经八脉考》、《濒湖脉学》、《濒湖集简方》、《三焦客难》、《命门考》、《脈訣考證》、《五脏图论》、《濒湖医案》、《天傀論》、《白花蛇傳》等，除前两种外皆失传。文學著作《菡所館詩詞》和《詩話》等。

## 轶事
2010年，韓國明星張娜拉在中國湖北蘄春縣「李時珍紀念館」向李時珍靈位上香跪拜。該縣委書記熊長江宣布委任張娜拉為「李時珍形象大使」，引來中國网民猛烈抨擊。

## 紀念
- 2013年7月3日，著名搜尋引擎Google在其首頁上（包括.tw、.hk、.sg、.my、.vn、.ph等六大網域，但不包含.jp、.kr的網域），改變其公司在六個國家與地區的圖案，紀念當天是李時珍495歲的誕辰。
- 1949年，中华人民共和国成立后，在李时珍的故乡（今湖北省蕲春县蕲州镇）东门外的蟹子山上修建了他的陵园[7]。

## 影视作品

### 電影
| 影视作品                         | 飾演演員 |
| 中国电影《李时珍》，於1956年拍摄 | 赵丹     |

### 電視劇
| 影视作品                                           | 飾演演員 |
| 香港無綫電視劇集《本草藥王》，於2005年推出         | 林文龍   |
| 中国大陆电视剧《大明医圣李时珍》，於2009年出品     | 黄海冰   |
| 新加坡新传媒电视剧《我的女侠罗明依》，於2020年出品 | 徐彬     |
| 中国大陆电视剧《大明王朝1566》                     | 张子健   |

## 資料來源
1. ↑  李时珍传奇-李时珍医药集团有限公司
2. 1 2  . wynews.zjol.com.cn.   [2020-09-16]. （原始内容存档于2020-09-17）.
3. ↑  《白茅堂集》本传说李时珍曾任太医院院判，為期一年。但没有注明他在太医院的起迄日期。至於李时珍在太医院具体担任何职，目前说法不一。
4. ↑  钱远铭; 毛德华; 湖北省中医药硏究院. 医史文献硏究室. . 广东科技出版社. 1984: 17–132.
5. ↑  辛冠洁; 葛荣晋. . 齐鲁书社. 1989.
6. ↑  . 東方日報. 2010-02-08  [2011-02-03]. （原始内容存档于2020-04-06）.
7. ↑  . www.china.com.cn.   [2020-09-16]. （原始内容存档于2011-12-25）.